# Aiguille de Leschaux
L'aiguille de Leschaux est un sommet du massif du Mont-Blanc culminant à 3 759 m. Il se situe entre les glaciers de Leschaux, de Triolet et de Frébouze.

## Géographie

### Situation

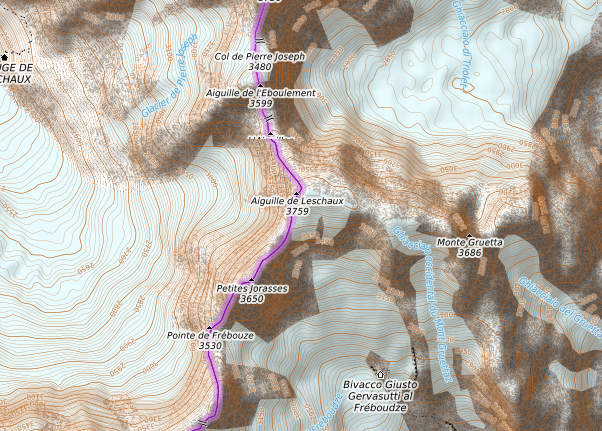
Carte topographique de l'aiguille.

L'aiguille de Leschaux se situe sur l'arête frontière entre la France et l'Italie. Cette arête d'orientation sud-ouest/nord-est comporte de nombreux sommets majeurs tels que la dent du Géant, les Grandes Jorasses, sommets de plus de 4 000 m. Le col des Petites Jorasses (à 3 527 m) sépare l'aiguille de Leschaux des Petites Jorasses et le col de l'Éboulement de l'aiguille de Talèfre.

### Topographie
L'aiguille de Leschaux présente trois faces avec des caractères bien spécifiques et délimitées par l'arête nord, l'arête sud-sud-ouest et l'arête est.
L'aiguille de Leschaux surplombe le glacier de Leschaux, côté français, et le glacier de Frébouge ainsi que le glacier de Triolet côté italien.

### Géologie
Comme la plupart des sommets du bassin glaciaire de Leschaux, les roches constituant l'aiguille de Leschaux sont formées de protogine.

## Histoire
- 1872 - Première ascension par Thomas Stuart Kennedy, J.A.G. Marshall, Johann Fischer et Julien Grange, en empruntant la branche orientale du glacier de Frébouze et l'arête est